# Wioślarstwo na Letnich Igrzyskach Olimpijskich 1904 – ósemka mężczyzn
Ósemki były jedną z pięciu konkurencji wioślarskich rozgrywanych podczas III Letnich Igrzysk Olimpijskich w Saint Louis. Zawody odbyły się w dniu 30 lipca 1904 r. 
W wyścigu wzięły udział dwie osady. Wobec tego nie przyznano medalu brązowego.  

## Wyniki
| Pozycja | Zawodnik | Czas   |
| ------- | --- | ------ |
| 1.      | Frederick Cresser; Michael Gleason; Frank Schell; James Flanagan; Charles Armstrong; Harry Lott; Joseph Dempsey; John Exley; Louis Abell      | 7:50,0 |
| 2.      | Arthur Bailey; John Rice; George Reiffenstein; Philip Boyd; George Strange; William Wadsworth; Donald MacKenzie; Joseph Wright; Thomas Loudon |        |